# Szczawian strontu
Szczawian strontu, (COO)
2Sr – organiczny związek chemiczny z grupy szczawianów, sól strontu i kwas szczawiowego.

## Otrzymywanie
Można otrzymać go poprzez ogrzewanie mrówczanu strontu do ok. 400 °C. Inne metody to przepuszczenie dwutlenku węgla nad strontem metalicznym w temp. 360 °C, a także w wyniku reakcji strącania osadu:
Na
2C
2O
4 + Sr(NO
3)
2 → 2NaNO
3 + SrC
2O
4·mH
2C
2O
4·nH
2O↓

## Właściwości
Jest trudno rozpuszczalny zarówno w wodzie, jak i rozpuszczalnikach organicznych (etanol, eter dietylowy). Z roztworu wodnego krystalizuje w postaci hydratów SrC
2O
4·H
2O, SrC
2O
4·½H
2C
2O
4·H
2O lub produktów niestechiometrycznych.
Uwodniona sól podczas ogrzewania najpierw ulega dehydratacji, następnie rozkłada się do węglanu strontu, który przy dalszym grzaniu daje tlenek strontu:
SrC
2O
4·H
2O → SrC
2O
4 + H
2O↑
(reakcja przebiega w 130–250 °C)
SrC
2O
4 → SrCO
3 + CO↑
(reakcja przebiega w 420–590 °C)
SrCO
3 → SrO + CO
2↑
(reakcja przebiega w 770–1020 °C)
Sumarycznie:
SrC
2O
4·H
2O → SrO + CO
2 + CO + H
2O
Wobec utleniaczy (np. nadmanganianu potasu) ma właściwości redukujące.

## Zastosowanie
Stosowany jest do produkcji mieszanin pirotechnicznych, które wykorzystuje się np. w środkach sygnalizacyjnych – związki strontu barwią płomień na kolor czerwony.
Daje lepszy efekt kolorystyczny niż węglan strontu, jeżeli mieszanina pirotechniczna zawiera magnez. Wynika to z faktu, że powstający podczas jego rozkładu tlenek węgla zdolny jest zredukować stały tlenek magnezu do magnezu metalicznego w postaci gazowej:
MgO
(s) + CO → Mg
(g) + CO
2
Uzyskiwane w ten sposób zmniejszenie ilości cząstek stałych poprawia jakość koloru. 

## Szkodliwość
W dużych stężeniach działa drażniąco na skórę i błony śluzowe, szczególnie rozpylony. Wdychanie pyłu może powodować pylicę.